# Anita (dikt)
Anita är en dikt av Gustaf Fröding ur Skaldebrev till Maggan. Dikten är författad på Slorudsborg i Brunskog 12 december 1884. Gården Slorudsborg ägdes av Gustaf Frödings syster Mathilda och han vistades där flera somrar under sin studietid och under hela året 1884.

## Sång
Dikten har tonsatts av Sven-Erik Magnusson som också har spelat in den med Sven-Ingvars på albumet Sven-Ingvars i Frödingland 1971, (återutgivet 1991). En version av denna tonsättning finns också utgiven av Georga på albumet Paria 2013. Mando Diao spelade sin version av Sven Ingvars tonsättning på sin turné Infruset.
I Så mycket bättre 2017 spelades sången in av Anders Wendin.

### Fotnoter
1. ↑  ”Sven-Ingvars i Frödingland”. Svensk mediedatabas. 10 mars 1971. https://smdb.kb.se/catalog/id/001477380. Läst 23 april 2011.
2. ↑  Marcus Grahn (13 juni 2016). ”Slagen i magen – av Mando Diao” (på svenska). Aftonbladet. http://www.aftonbladet.se/nojesbladet/musik/rockbjornen/article16953287.ab. Läst 10 april 2017.
3. ↑  Anders Nunstedt (9 december 2017). ”Betyg: Så bra var tolkningar i "Så mycket bättre"” (på svenska). Expressen. https://www.expressen.se/noje/betyg-sa-bra-var-tolkningar-i-sa-mycket-battre-1/. Läst 9 december 2017.